# Ab Urbe condita
2778

[]
Ab Urbe condita (связано с лат. anno Urbis conditae (AUC/a.u.c.) — «от основания Города», традиционно принимавшегося за 753 год до н. э.) — тип летосчисления, использовавшийся для обозначения года некоторыми римскими историками. Современные историки используют этот термин значительно чаще, чем сами римляне. Преобладающим способом обозначения римского года было указание имён двух консулов, правивших в этом году. Ранее год от основания Рима неразборчиво добавлялся многими редакторами в работы римских историков, что создавало видимость более частого использования термина, чем это было в действительности. Для обозначения года также использовался год правления императора, особенно в Византийской империи после введения в 537 году Юстинианом требования такого летосчисления. Термин встречается преимущественно в трудах немецких авторов, в частности, в «Римской истории» Теодора Моммзена.

## Значение

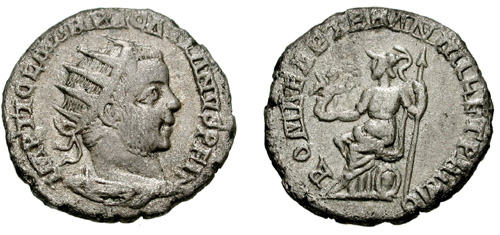
Римский узурпатор Пакациан также выпустил монету в честь начала Новой Эры. Надпись на этом антониниане гласит: ROMAE AETER AN MIL ET PRIMO, «Вечному Риму в его тысяча первый год»

Начиная с императора Клавдия, вычисление даты основания Рима, предложенное ещё Марком Теренцием Варроном, стало господствующим, и празднование годовщины основания Города стало частью имперской пропаганды. В 47 году император Клавдий впервые провёл большие празднества, посвящённые 800-й годовщине основания города. Аналогичные празднества были проведены в 121 году Адрианом, а в 147/148 году — Антонином Пием.
В 248 году во время правления Филиппа «Араба» вместе с Терентинскими играми отмечалось тысячелетие Рима (десятое столетие, лат. saeculum): в память об этом событии были отчеканены монеты. На монетах претендента на престол, Пакациана, имеется надпись «Год тысяча первый», что является отражением того, что римляне чувствовали приход новой эры, «Saeculum Novum».
После христианизации Римской империи и в последующие века этот образ стал использоваться в метафизическом смысле.

## Вычисления Варрона
Традиционная дата основания Рима, 21 апреля 753 года до н. э., была введена в обращение Марком Теренцием Варроном. Он использовал, вероятно, список консулов (который мог содержать ошибки) и назвал год первого консула «245 ab urbe condita», приняв за основу указанный Дионисием Галикарнасским 244-летний период правления царей после основания Рима. Кроме того, как сообщает Плутарх, по просьбе Варрона его друг, астролог Тарутий, предпринял попытку вычисления дат рождения Ромула и Рема и основания Рима астрологическими методами. Он решил, что братья были зачаты в день частного солнечного затмения 24 июня 772 года до н. э. в 3-м часу после восхода, и появились на свет 26 марта 771 года до н. э., а Рим был основан 4 октября 754 года до н. э.
Археологические раскопки в Риме показывают, что датировка Варрона близка к действительности: первые поселения на территории Рима датируются началом-серединой VIII века до н. э.

## Вычисления Дионисия Малого
Система Anno Domini (от начала новой эры) была разработана в 525 году в Риме монахом Дионисием «Малым» как результат его работы, посвящённой вычислению даты Пасхи. В своих Пасхальных таблицах Дионисий приравнял 532 год н. э. к 248 году царствования императора Диоклетиана. Новая система летосчисления взамен старой, использовавшейся в пасхальных таблицах и опиравшейся на годы правления императора Диоклетиана, была придумана Дионисием, чтобы искоренить память об этом преследовавшем христиан императоре.
Первоначально, его вычисления использовались только узким кругом лиц в Риме. Года в этой системе считались до восхождения императора Диоклетиана (20 ноября 284 года), однако начинались с «incarnatione Domini», то есть, рождения Иисуса. Поскольку Дионисий «Малый» не указал конкретного года рождения, оно вычислялось и как 1-й год н. э., и как 1-й год до н. э. Позже было вычислено, что 1-й год н. э. соответствует римскому DCCLIV «ab urbe condita». Нулевой год в христианском календаре отсутствует:
1 ab urbe condita = 753 до н. э.
2 ab urbe condita = 752 до н. э.
3 ab urbe condita = 751 до н. э.
…
750 ab urbe condita = 4 до н. э. (смерть Ирода Великого)
751 ab urbe condita = 3 до н. э.
752 ab urbe condita = 2 до н. э.
753 ab urbe condita = 1 до н. э.
754 ab urbe condita = 1 н. э.
755 ab urbe condita = 2 н. э.
…
2778 ab urbe condita = 2025 н. э. (с 4 мая)

## Альтернативные вычисления даты основания Рима
Согласно Патеркулу, основание Рима произошло через 437 лет после падения Трои (1182 год до н. э.) вскоре после солнечного затмения, которое наблюдалось в Риме 25 июня 745 года до н. э. и имело там максимальную фазу 50,3 %. Затмение началось в 16:38, достигло пика в 17:28 и закончилось в 18:16.
В то же время, согласно Луцию Фирмиану, Ромул и Рем были зачаты 23 дня египетского месяца Хойак, во время полного солнечного затмения (затмение произошло 15 июня 763 года до н. э., в Риме имело максимальную фазу 62,5 %, началось в 6:49, достигло пика в 7:47 и завершилось в 8:51). Они родились 21 дня месяца Тот — первый день этого месяца в тот год приходился на 2 марта. Рим был основан на девятый день месяца Фармути, то есть, согласно общепринятому мнению, 21 апреля.
Римляне добавляли, что во время, когда Ромул начал строить город, поэтом Антимахом Теосским наблюдалось солнечное затмение, произошедшее на 30-й день лунного месяца. Затмение 25 июня 745 года (см. выше) имело фазу 54,6 % в Теосе, началось в 17:49 и во время захода солнца всё ещё продолжалось.
Ромул исчез на 54 году жизни в ноны квинтилия (июля), в день, когда померкло солнце (день превратился в ночь, внезапная темнота считалась затмением Солнца). Это затмение произошло 17 июля 709 года до н. э. и имело максимальную фазу 93,7 %, началось в 5:04 и закончилось в 6:57.
Плутарх полагал, что это событие 5 июля 37 года от основания Рима, и считал, что Ромул правил 37 лет, после чего был убит сенатом или исчез на 38 году своего правления. Эти данные записаны Плутархом, Луцием Флором, Цицероном, Дионом Кассием и Дионисием Галикарнасским. Дион Кассий в «Римской истории» (Книга I) подтверждает эти данные, говоря, что Ромул в момент основания Рима был в возрасте 18 лет. Таким образом, расчёты затмений могут подтверждать гипотезу, что Ромул правил с 746 по 709 год до н. э., и что Рим был основан в 745 году до н. э.
Квинт Фабий Пиктор (около 250 года до н. э.) сообщает, что римские консулы начали править через 239 лет после основания Рима (Enciclopedia Italiana, XIV, 1951: 173). Тит Ливий утверждает практически то же самое, говоря о периоде 240 лет. Полибий говорит, что это произошло 28 лет спустя после изгнания последнего персидского царя Ксеркса, напавшего на Грецию, и что событие зафиксировано в 478 году до н. э. двумя солнечными затмениями.